# Chalcides armitagei
Chalcides armitagei (циліндричний сцинк Армітиджа) — вид сцинкоподібних ящірок родини сцинкових (Scincidae). Мешкає в Західній Африці. Вид названий на честь губернатора Гамбії Сесіла Гамільтона Армітиджа.

## Поширення і екологія
Циліндричні сцинки Армітиджа мешкають на узбережжі Гамбії, південно-західного Сенегалу (регіон Казаманс) і крайнього північного заходу Гвінеї-Бісау, зокрема в гирлах річок Гамбія і Кашеу. Вони живуть на прибережних піщаних дюнах, серед опалого листя. Живляться дрібними комахами.

## Збереження
МСОП класифікує стан збереження цього виду як близький до загрозливого. Chalcides armitagei загрожує знищення природного середовища і зміни клімату.